# Juan Felipe Osorio Arboleda
Juan Felipe Osorio Arboleda (La Unión, Departament d'Antioquia, 30 de gener de 1995) és un ciclista colombià, professional des del 2014. Actualment corre a l'equip Burgos-BH.

## Palmarès
- 2016
  - Vencedor d'una etapa al Clásico RCN

### Resultats a la Volta a Espanya
- 2017. 87è de la classificació general
- 2020. 114è de la classificació general